# Kommunaler Sozialverband Sachsen

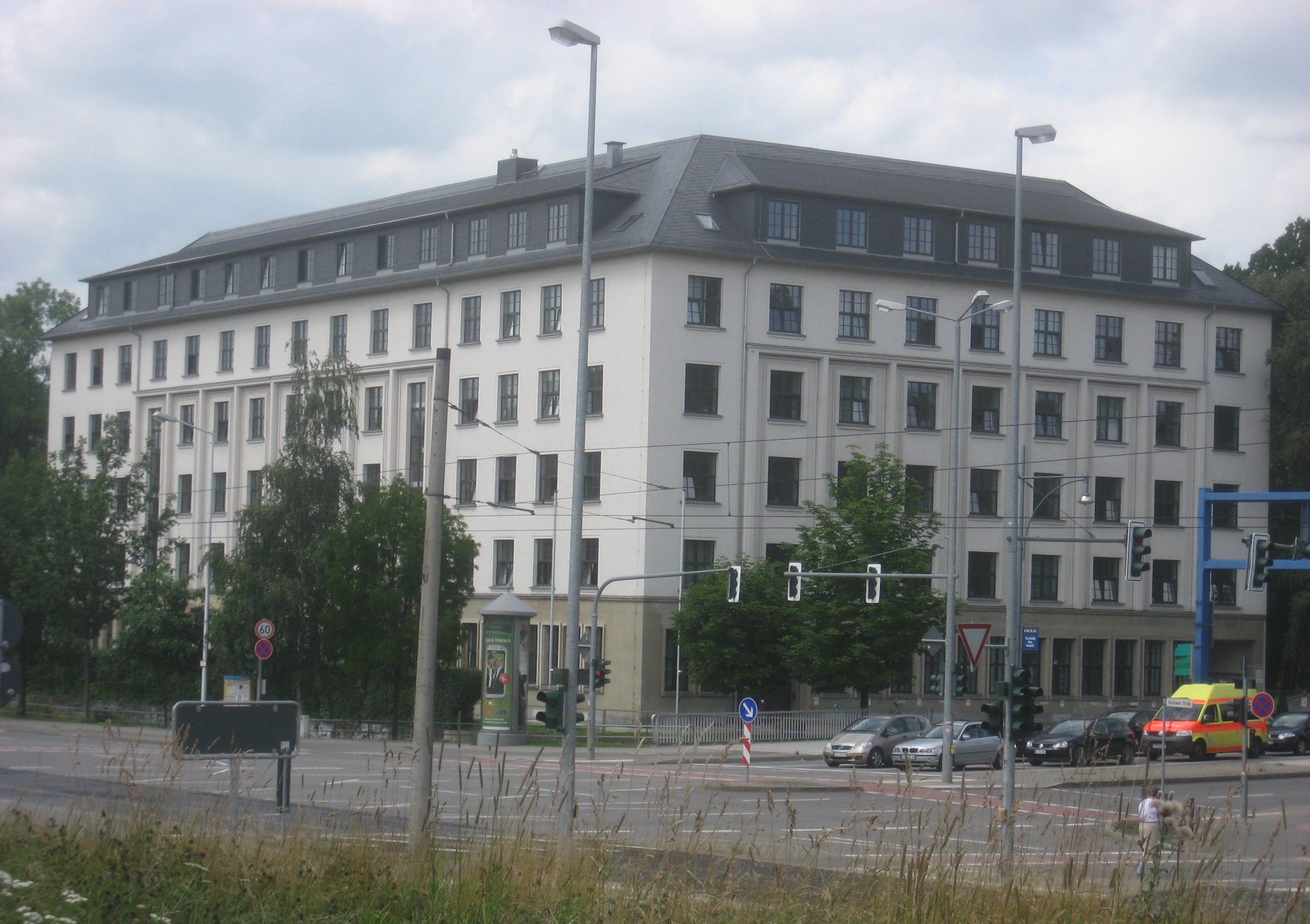
Außenstelle Chemnitz

Der Kommunale Sozialverband Sachsen (KSV) mit Sitz in Leipzig ist als Körperschaft des öffentlichen Rechts überörtlicher Träger der Sozialhilfe und überörtliche Betreuungsbehörde. Gegründet wurde er als Landeswohlfahrtsverband Sachsen im Jahre 1993 und wird von den Städten und Landkreisen getragen.

## Aufgaben
Am 1. August 2005 erfolgte die Umbenennung in Kommunaler Sozialverband Sachsen. Durch die Struktur- und Verwaltungsreform zum 1. August 2008 wurden dem KSV neue Aufgaben übertragen.
Der Standort Leipzig ist zuständig für
- Eingliederungshilfe für Menschen mit Behinderungen in Werkstätten und Wohnformen
- Verhandlungen von Pflegesätzen
- Sozialplanung
- Anerkennung von Heilberufen

Der Standort Chemnitz im ehemaligen Sächsischen Landesamt für Familie und Soziales bearbeitet nach Auflösung der Versorgungsämter
- als Landesversorgungsamt das Soziale Entschädigungs- und Fürsorgerecht
- die Fachaufsicht über das SGB IX - Feststellungsverfahren / Sächsisches Landesblindengeldgesetz
- Grundsatzfragen zum SGB IX - Feststellungsverfahren / Landesblindengeld

und
- als Integrationsamt die Schwerbehindertenfürsorge (begleitende Hilfe, Kündigungsschutz)
- alle Förderaufgaben nach dem Landesjugendhilfegesetz
- die Förderung der Kinderwunschbehandlung